# Einsteins kosmische Religion
Der Begriff Kosmische Religion / Cosmic Religion geht zurück auf Albert Einstein. In seinen späteren Jahren äußerte er sich oft zu Fragen der Gesellschaft, Friedenspolitik, Ethik, Philosophie und Religion. Der Begriff bezeichnet das religiöse Gefühl der Bewunderung dem Kosmos gegenüber, der Dankbarkeit und der Verantwortung. Der Begriff „Kosmisches Bewusstsein“ existierte bereits vor Einstein. Er wurde geprägt von dem Religionsphilosophen Richard Maurice Bucke (1837–1902). Er beschreibt darin Formen religiösen Erlebens.
COSMIC RELIGION lautete der Titel eines Aufsatzes von Albert Einstein, der 1931 erschien. In ihm skizziert er seine Religionsphilosophie. Zusammen mit anderen Texten erschien der Aufsatz in dem Buch Einstein. Cosmic Religion with Other Opinions and Aphorisms. Der ursprüngliche deutsche Titel des Aufsatzes lautete Religion und Wissenschaft. Er erschien erstmals am 11. November 1930 im Berliner Tageblatt.

## Einsteins Religionstheorie: Furchtreligion, Moralreligion, kosmische Religion

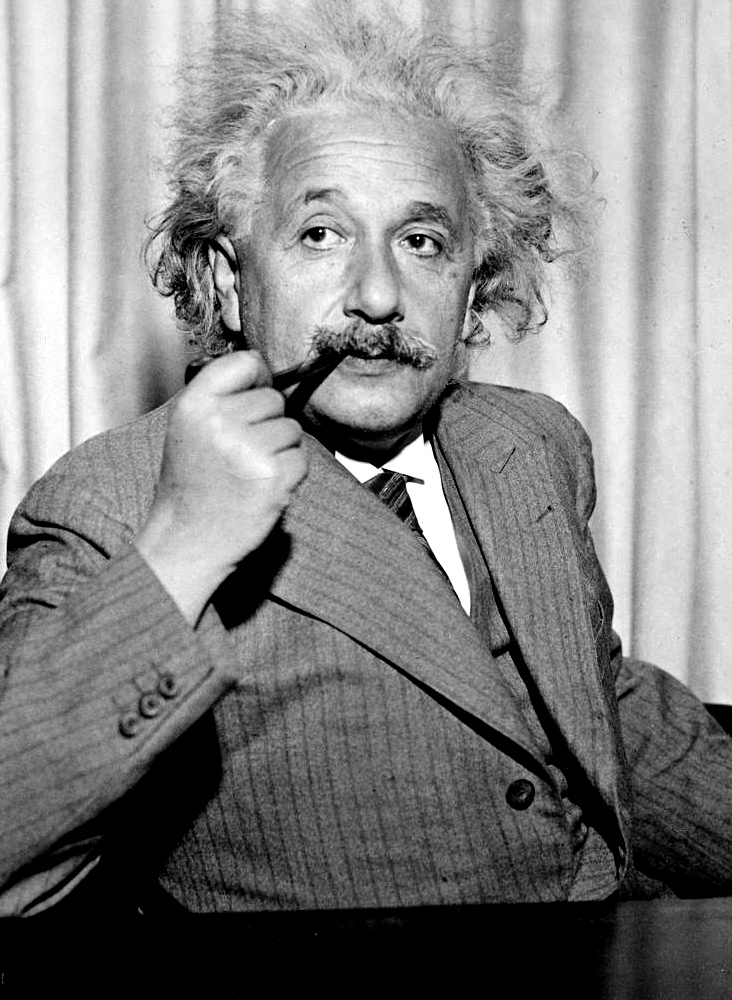
Albert Einstein (1933)

Einsteins Grundidee zur Religionstheorie: Alles, was von Menschen getan und erdacht wird, gilt der Befriedigung gefühlter Bedürfnisse. Welches sind diese? Erstens: Angst und Furcht. Zweitens: Sehnsucht nach Führung, Schutz und Liebe. Drittens: Wunsch nach Einheit und Sinn. So ergeben sich drei Stufen der Religion: Die erste Stufe ist die Furcht-Religion. Die Menschen haben Furcht vor Hunger, wilden Tieren, Krankheit, Tod. Sie stellen sich menschenähnliche Wesen und Götter vor, von denen diese Erlebnisse abhängen. Durch Rituale wollen die Menschen sie gnädig stimmen. Meist bildet sich eine Priesterkaste aus, die zwischen Volk und Götterwesen vermittelt. Oft verbindet sie sich mit der politischen Klasse. - Die zweite Stufe ist die Moral-Religion. Der Mensch erlebt Vater, Mutter, Führerfiguren als sterblich und fehlbar. Die Sehnsucht nach Führung, Liebe und Stütze schafft einen sozialen und moralischen Gottesbegriff. Furcht-Religion und Moral-Religion verbinden sich meist zu einem Misch-Typus. - Selten kommt es zur dritten Stufe: "… nur besonders reiche Individuen und besonders edle Gemeinschaften" erreichen "eine dritte Stufe religiösen Erlebens … ich will sie als kosmische Religiosität bezeichnen." Einsteins „kosmische Religion“ fühlt sich dem Wissen, der Menschlichkeit, dem Gefühl der Verbundenheit mit allem Leben im Kosmos verpflichtet.
Siehe auch Geschichte der Religion und Soziokulturelle Evolution

## Einstein, der „tiefreligiöse Ungläubige“
„Man wird zum tief religiösen Ungläubigen. (Dies ist eine einigermaßen neue Art von Religion.)“, so schreibt Einstein in einem Brief von 1954 an Hans Mühsam. – Einsteins Auffassung von Religion hängt eng mit seinem Leben zusammen. Er wächst auf in einem liberalen jüdischen Elternhaus ohne religiöse Vorschriften. Zur Zeit der Volksschule erhält er eine Einweisung ins Judentum. Er wird religiös, hält sich an die Regeln seiner Religion, isst kein Schweinefleisch, schreibt und vertont Lieder zur Ehre Gottes. Seine „tiefe Religiosität“ findet im Alter von 12 Jahren ein „jähes Ende“: Durch Lektüre populärwissenschaftlicher Bücher kam er zu der Überzeugung, dass vieles in den Erzählungen der Bibel nicht wahr sein könne. Sein Misstrauen gegen jede Art von Autorität, so Einstein, erwuchs aus diesem Erlebnis. Für Einstein wird diese Freiheit des Denkens, der Mut zum eigenen Weg charakteristisch. Das verlorene religiöse Paradies der Jugend weicht einem zweiten Paradies, dem Paradies der Wissenschaft. Er fühlt sich den Juden als Stammesbruder nahe, doch gegenüber ihrem Glauben bleibt er abweisend, nennt sich konfessionslos und wird zum „tiefreligiösen Ungläubigen“. Sein drittes Paradies entsteht aus der Verschmelzung von Religion und Physik. Er begründet seine „kosmische Religion“ wie folgt: Der Mensch fühlt „die Erhabenheit und wunderbare Ordnung, welche sich in der Natur sowie in der Welt des Gedankens offenbart. Die religiösen Genies aller Zeiten waren durch diese kosmische Religiosität ausgezeichnet, die keine Dogmen und keinen Gott kennt, der nach dem Bild der Menschen gedacht wäre. Es kann daher auch keine Kirche geben, deren hauptsächlicher Lehrinhalt sich auf die kosmische Religiosität gründet. So kommt es, dass wir gerade unter den Häretikern aller Zeiten Menschen finden, die von dieser höchsten Religiosität erfüllt waren und ihren Zeitgenossen oft als Atheisten erschienen, manchmal auch als Heilige. Von diesem Gesichtspunkt aus betrachtet, stehen Männer wie Demokrit, Franziskus von Assisi und Spinoza einander nahe.“
Einstein benutzt gern und selbstverständlich die religiöse Sprache. Die religiöse Sprache als Symbolsprache ist für ihn der legitime Ausdruck einer aufgeklärten Religiosität. Beispiele: „Gott kümmert sich nicht um unsere mathematischen Schwierigkeiten. Er integriert empirisch.“ – „Was immer es in der Welt von Gott und dem Guten gibt, muß sich durch uns auswirken und ausdrücken. Wir können nicht danebenstehen und Gott die Arbeit machen lassen.“ Besonders bekannt wurde sein Satz, dass Gott nicht würfle: „Die Theorie liefert viel, aber dem Geheimnis des Alten bringt sie uns kaum näher. Jedenfalls bin ich überzeugt, dass der nicht würfelt.“

## Einstein, Physiker und Metaphysiker
Einsteins Position wird verschieden beurteilt, je nach Standpunkt des Beurteilenden. Die einen nennen seine Position atheistisch (dem widersprach er selbst), andere pantheistisch, oder panentheistisch. Er bezieht sich ausdrücklich auf Spinozas unpersonalen „Gott“. Spinozas Pantheismus galt in den Augen jüdischer und christlicher Orthodoxie als häretisch und atheistisch.
Auf keinen Fall kann man Einsteins Gottesbegriff gleichsetzen mit einem personalen Gott. Dies sei „… nichts als Ausdruck und Produkt menschlicher Schwächen …“ und „Incarnation des primitiven Aberglaubens“. Dennoch versuchten christliche und muslimische Gruppierungen, Einstein aufgrund einiger seiner Aphorismen mit Religionsbezug für sich zu vereinnahmen. Einstein war sich dessen bewusst: „Es war natürlich eine Lüge, was Sie über meine religiösen Überzeugungen gelesen haben, eine Lüge, die systematisch wiederholt wird. Ich glaube nicht an einen persönlichen Gott und ich habe dies niemals geleugnet, sondern habe es deutlich ausgesprochen.“
Seine Gottheit ist der universelle kosmische Geist. Dies kann Personales mit einschließen. Einer transpersonalen Deutung steht nichts im Wege. Aber sie ist nicht mit menschlichen Kategorien beschreibbar oder dogmatisierbar. Berühmt wurde seine Antwort auf die Frage eines New Yorker Rabbiners 1929 „Glauben Sie an Gott?“: „Ich glaube an Spinozas Gott, der sich in der gesetzlichen Harmonie des Seienden offenbart, nicht an einen Gott, der sich mit dem Schicksal und den Handlungen der Menschen abgibt.“
Spinoza wollte Rationalität und Mystik verbinden. Dieses Anliegen spürt man auch bei Einstein. Rationalität gepaart mit Ehrfurcht vor dem Leben ist die Quintessenz seiner Religionsphilosophie. „Mir genügt das Mysterium der Ewigkeit des Lebens und das Bewusstsein und die Ahnung von dem wunderbaren Bau des Seienden…“
Hier trifft er sich mit der Position seines berühmten Zeitgenossen Albert Schweitzer (1875–1965), Nobelpreisträger, Arzt, Theologe und Philosoph, der die Ehrfurcht vor dem Leben als das Grundgefühl aller Religion bezeichnet.
Einstein hat mit dem Begriff „Kosmische Religion“ eine Neubestimmung von Religion entwickelt, die vielen gelegen kommt: bei den einen als Korrektiv und Abgrenzung zu dogmatisierenden Religionen, bei anderen als Korrektur zu dogmatisierendem Atheismus und Materialismus. Kosmische Religiosität ermöglicht ein entspanntes und konstruktives Verhältnis zu verschiedenen Weltanschauungs-Entwürfen. So kann der Einsteinsche Religionsbegriff beitragen zur Entideologisierung der Religionen und damit zum Weltfrieden.
Der Begriff „Kosmische Religion“ / „Cosmic Religion“ ist mit dem Namen Einstein eng verbunden, aber er sieht sich damit in der langen Tradition und nennt Moses, die Propheten, Jesus, Buddha, Franz von Assisi, Spinoza und andere als Gewährsleute seines religiösen Fühlens. Einstein wollte damit keine neue Religion gründen, wohl aber seiner Religiosität einen passenden Namen geben. „Kosmische Religion“ / „cosmic religion“ ist eine Religion für Menschen, die hierarchischen Institutionen und dogmatischen Lehren skeptisch gegenüber stehen, aber sehr wohl Verpflichtung (lateinisch religio aus re-ligio = Rück-bindung, Verbindung, Verpflichtung) gegenüber dem Kosmos und Weltganzen fühlen: Ethisches Verhalten orientiert sich für sie nach den Maßstäben der Vernunft und Menschlichkeit sowie Verantwortung für die Schöpfung. Rituale wie Hochzeiten, Trauerfeiern etc. werden in eigener Verantwortung gepflegt, je nach Kultur, mit Elementen aus säkularen und religiösen Traditionen.
Die Idee einer Meta-Religion, die einen einfachen und allgemein akzeptierten gemeinsamen Nenner oder Grundkonsens aller Religionen sucht, dem alle Religionen zustimmen können, ist nicht neu. Viele Philosophen und liberale Theologen haben sie gefordert. Erklärte Ziele: Keine fest vorgeschriebenen Rituale, Überwindung aller rassischen, kulturellen, religiösen und sozialen Vorurteile, Aufbau einer gerechten Welt durch Politik, Wirtschaft und Kultur, Verwirklichung der Gleichberechtigung unter den Geschlechtern, Entwicklung einer konstruktiven Beziehung von Religion und Wissenschaft.
Einstein hat für diese Ziele einen griffigen, verständlichen Namen gefunden. Er spricht die Sprache der Wissenschaft, genießt höchste Autorität als Wissenschaftler und Denker. Er trat nicht als Heilsprediger auf, er lehnte religiöse Autoritäten ausdrücklich ab. Er selber war alles andere als ein Beispiel von Tugendhaftigkeit. Für manche ist dies ein Glaubwürdigkeits-Bonus, ganz sicher aber nicht für die große Mehrheit. Die meisten Menschen fühlen sich wohler in großen Gruppierungen mit klaren Mehrheiten und starken Autoritäten. Die „kosmische Religiosität“ bleibt deshalb eher eine Option für „Einspänner“ (Einstein) und Minderheiten. Sie ist ein Beispiel einer ethisch hoch stehenden eigenverantwortlichen Religion.

## Einstein-Zitate zum Thema
- „Das Wesen der Religion ist für mich die Fähigkeit, sich in die Haut des anderen zu versetzen, sich mit ihm zu freuen und mit ihm zu leiden.“[6]

- „Mir genügt das Mysterium der Ewigkeit des Lebens und das Bewusstsein und die Ahnung von dem wunderbaren Bau des Seienden sowie das ergebene Streben nach dem Begreifen eines noch so winzigen Teiles der in der Natur sich manifestierenden Vernunft.“[17]

- „Wissenschaft ohne Religion ist lahm, Religion ohne Wissenschaft blind.“[7]

- „Meine Überzeugungen sind denjenigen Spinozas verwandt: Bewunderung für die Schönheit und Glaube an die logische Einfachheit der Ordnung und Harmonie, welche wir demütig und nur unvollkommen fassen können.“[18]

- „Für Spinoza sind das Psychische und das Physische nur verschiedene Erscheinungsformen einer einheitlichen gesetzlichen Wirklichkeit. Diese Auffassung ist als wissenschaftliche Erkenntnis Allgemeingut aller geistig strebenden Menschen geworden; je besser man das Wirken des Universums versteht, umso näher kommt man Gott.“[14]

- „Religiosität liegt im verzückten Staunen über die Harmonie der Naturgesetzlichkeit, in der sich eine so überlegene Vernunft offenbart, dass alles Sinnvolle menschlichen Denkens und Anordnens dagegen ein gänzlich nichtiger Abglanz ist… Unzweifelhaft ist dies Gefühl nahe verwandt demjenigen, das die religiös schöpferischen Naturen aller Zeiten erfüllt hat.“[19]

- „Meine Religion besteht in meiner demütigen Bewunderung einer unbegrenzten geistigen Macht, die sich selbst in den kleinsten Dingen zeigt, die wir mit unserem gebrechlichen und schwachen Verstand erfassen können. Die tiefe, emotionelle Überzeugung von der Anwesenheit einer geistigen Intelligenz, die sich im unbegreiflichen Universum öffnet, bildet meine Vorstellung von Gott.“[18]

- „Je weiter die geistige Entwicklung des Menschen vorschreitet, in desto höherem Grade scheint es mir zuzutreffen, dass der Weg zu wahrer Religiosität nicht über Daseinsfurcht, Todesfurcht und blinden Glauben, sondern über das Streben nach vernünftiger Erkenntnis führt.“[20]

- „Ich bin kein ‚Freidenker‘, weil ich finde, dass dies in der Hauptsache eine Trotzeinstellung gegen den naiven Gottesglauben ist. Mein religiöses Gefühl liegt in der Bewunderung der Harmonie, die sich in den Naturgesetzen zeigt.“[21]